# 12 Stones (album)
12 Stones – debiutancki album amerykańskiej grupy rockowej 12 Stones. Album został wydany 23 kwietnia 2002 roku przez wytwórnie Wind-up Records.
Singlami promującymi album są "Broken", "The Way I Feel" i "Crash".
Zadebiutował na #147 miejscu listy Billboard 200 ze sprzedażą 138.818 kopii w pierwszym tygodniu od wydania. Album sprzedano w ponad 500.000 egzemplarzy i został zatwierdzony jako złoto.

## Lista utworów
1. "Crash" - 3:42
2. "Broken" – 2:59
3. "The Way I Feel" – 3:47
4. "Open Your Eyes" – 3:11
5. "Home" – 3:24
6. "Fade Away" – 3:56
7. "Back Up" – 3:57
8. "Soulfire" – 2:54
9. "In My Head" – 3:53
10. "Running Out of Pain" – 3:11
11. "My Life" – 3:04
12. "Eric's Song" – 3:23

* Autorem tekstów jest Paul McCoy